# Garth Ennis
Garth Ennis (Holywood, 16 januari 1970) is een Noord-Ierse comic-schrijver die vooral bekendstaat om zijn vaak botte, godslasterende en gewelddadige, maar bijna altijd humoristische stijl.

## Werk
Ennis' bekendste wapenfeiten zijn verhalen in Hellblazer (DC Comics, later DC/Vertigo) en de van begin tot eind door hem geschreven titels Hitman (60 nummers, DC Comics) en Preacher (66 nummers, DC/Vertigo).
Ennis heeft een favoriet groepje tekenaars met wie hij vaak samenwerkt in de personen van Steve Dillon, Glenn Fabry, Carlos Ezquerra en John McCrea. Zo tekende Dillon zijn volledige Preacher-reeks en McCrea de complete Hitman-reeks.
Het eerste gepubliceerde (in Groot-Brittannië) comicverhaal dat Ennis schreef heet Troubled Souls. Zijn Amerikaanse carrière begon in 1991 toen hij Hellblazer mocht overnemen van Jamie Delano. Werkend aan die titel begon zijn lange en steeds terugkerende samenwerking met Steve Dillon, op vele verschillende comicreeksen. Ennis' partnerschap met John McCrea begon toen de beide Noord-Ieren van 1993 tot 1995 samenwerkten aan The Demon. Op de pagina's van The Demon bedachten ze de bovennatuurlijke huurmoordenaar Tommy Monaghan, het latere hoofdpersonage in Hitman.

## Overig werk
- Overige bekende titels van Ennis' hand zijn onder andere Bloody Mary (DC/Helix), Unknown Soldier (DC/Vertigo) en The Darkness (Image Comics).
- De Noord-Ier werkte voor Marvel Comics onder meer aan hun reeksen Marvel Max The Punisher, Spider-Man, The Hulk, Ghost Rider, Fury en Thor.
- Voor DC schreef hij aan onder meer ook nog aan The Authority en Batman: Legends of the Dark Knight.
- In het Britse stripmagazine 2000 AD schreef hij met name veel Judge Dredd-verhalen.
- Crossed

## Belangrijke prijzen
- Will Eisner-award 1998 voor beste scenarist (voor Bloody Mary: Lady Liberty, Hitman, Preacher en Unknown Soldier), na in de jaren daarvoor drie keer genomineerd te zijn voor de prijs.
- Will Eisner-award 1999 voor beste los verhaal (voor Hitman #34)
- Will Eisner-award 1999 voor beste doorlopende serie (voor Preacher)

- Biblioteca Nacional de España: XX1153546
- Bibliothèque nationale de France: cb125616771 (data)
- Gemeinsame Normdatei: 1041227493
- International Standard Name Identifier: 0000 0000 7139 3295
- Library of Congress Control Number: n94078766
- Nationale Bibliotheek van Tsjechië: jn20020717531
- Nationale Bibliotheek van Israël: 987007315139905171
- Nederlandse Thesaurus van Auteursnamen: 145339610
- SNAC: w6qn6nfv
- Système universitaire de documentation: 034915311
- Trove: 1453516
- Virtual International Authority File: 5047537
- WorldCat: E39PBJccgGtRkmgc83B7yyJ4bd